# 巴尔韦德-德布吉略斯
巴尔韦德-德布吉略斯（西班牙語：Valverde de Burguillos）是西班牙埃斯特雷马杜拉巴达霍斯省的一个市镇。总面积19平方公里，总人口364人（2001年），人口密度19人/平方公里。